# Adrianit
Das Mineral Adrianit ist ein extrem selten vorkommendes Inselsilikat aus der Mayenit-Obergruppe mit der vereinfachten Zusammensetzung Ca12(Al4Mg3Si7)O32Cl6 (Typlokalität). Die Endgliedzusammensetzung ist Ca12(Mg10Si4)O32Cl6. Es kristallisiert im kubischen Kristallsystem mit der Struktur von Chlormayenit.
Adrianit entwickelt nur sehr kleine Kristalle von wenigen Mikrometern Größe. Wegen der geringen Korngröße konnten viele Eigenschaften nicht bestimmt werden.
Gebildet wird Adrianit unterhalb 600 °C bei der Umwandlung von Melilit, Perowskit und Diopsid in Calcium-Aluminium-reichen Einschlüssen (CAI) chondritischer Meteorite durch chlorreiche Fluide.

## Etymologie und Geschichte
Seit Beginn des 20. Jahrhunderts ist ein kubisches Calciumaluminat bekannt, für das damals die Zusammensetzung 5CaO · 3Al2O3 angegeben wurde. Da Calciumaluminate wichtige Verbindungen von Zementklinkern sind, wurden sie seither intensiv untersucht.
Die Struktur dieser Verbindung wurde 1936 von W. Büssem und A. Eitel am Kaiser-Wilhelm-Institut für Silikatforschung in Berlin-Dahlem aufgeklärt. Im Zuge der Strukturaufklärung korrigierten sie die Zusammensetzung zu 12CaO · 7Al2O3.
Wadalit, ein Chlorosilikat mit der von Büssem und Eitel bestimmten Struktur des 12CaO · 7Al2O3, wurde 1993 von Tsukimura und Mitarbeitern in einem Skarn-Xenolithen eines Andesit bei Tadano nahe Kōriyama in der Präfektur Fukushima, Japan entdeckt. 17 Jahre später, 2010, konnte Wadalit zum ersten Mal in einem Meteoriten nachgewiesen werden.
Im gleichen Jahr beschrieben Mihajlovic und Mitarbeiter einen eisenreichen Wadalit aus einem Karbonat-Xenolithen aus dem Leuzit-Tephrit, der im Steinbruch der Firma „A. Caspar“ am Bellerberg-Vulkan bei Mayen in der Vulkaneifel in Rheinland-Pfalz, Deutschland abgebaut wird und konnten zeigen, dass dessen Zusammensetzung auch durch die Mischung mit einem hypothetischen Mg-Si-Analog von Wadalit variiert wird.
Im Jahr 2014 schließlich wurde das Mineral Adrianit mit der idealisierten Zusammensetzung dieses Mg-Si-Analogs von Wadalit im Allende-Meteoriten nachgewiesen und von der CNMNC der IMA anerkannt. Benannt wurde es nach dem Mineralogen und Kosmochemiker Adrian J. Brearley von der University of New Mexico in Würdigung seiner zahlreichen Beiträge zur Mineralogie von Meteoriten.
Die Publikation der Beschreibung von Adrianit zog sich noch bis 2018 hin. Adrianit wurde daher bei der Neudefinition der Wadalitgruppe in der Mayenit-Obergruppe durch E. V. Galuskina und Mitarbeiter zwar erwähnt aber nicht mehr berücksichtigt.

## Klassifikation
In der strukturellen Klassifikation der International Mineralogical Association (IMA) gehört Adrianit zusammen mit Wadalit und Eltyubyuit in der Mayenit-Obergruppe zur Wadalitgruppe mit mehr als 4 Cl und 2 Si pro Formeleinheit.
Da der Adrianit erst 2014 als eigenständiges Mineral anerkannt und dies erst 2018 publiziert wurde, ist er weder in der von der International Mineralogical Association (IMA) zuletzt 2009 aktualisierten 9. Auflage der Strunz’schen Mineralsystematik noch in der zuletzt 2018 überarbeiteten Lapis-Systematik nach Stefan Weiß, die formal auf der alten Systematik von Karl Hugo Strunz in der 8. Auflage basiert, aufgeführt.
Auch die vorwiegend im englischen Sprachraum gebräuchliche Systematik der Minerale nach Dana kennt den Adrianit noch nicht.
Die von der Mineraldatenbank „Mindat.org“ weitergeführte Strunz-Klassifikation in der 9. Auflage (auch Strunz-mindat) ordnet den Adrianit in die Klasse der „Silikate und Germanate“ und dort in die Abteilung der „Inselsilikate“ (englisch Nesosilicates) ein. Diese ist weiter unterteilt der möglichen Anwesenheit zusätzlicher Anionen und der Koordination der beteiligten Kationen. Das Mineral ist hier entsprechend seiner Zusammensetzung und seinem Aufbau in die Unterabteilung „Inselsilikate ohne zusätzliche Anionen; Kationen in oktaedrischer [6]er- und gewöhnlich größerer Koordination“ (englisch Nesosilicates without additional anions; cations in [6] and/or greater coordination) mit der Systemnummer 9.AD. eingeordnet (vergleiche dazu auch gleichnamige Unterabteilung in der Klassifikation nach Strunz). Eine weitergehende Einordnung in eine der vorhandenen Gruppen oder eine neue Gruppe wurde bisher nicht vorgenommen (Stand 2024).

## Chemismus
Das reine Adrianit-Endglied hat die Zusammensetzung [X]Ca12[T](Mg2+5Si4+9)O32[W]Cl6 und ist das Magnesium-Silicium-Analog von Wadalit ([X]Ca12[T](Al3+10Si4)O32[W]Cl6), mit dem es Mischkristalle bildet entsprechend der Austauschreaktion
- [T]Mg2+ + [T]Si4+ = 2[T]Al3+ (Wadalit).

Hierin sind [X], [T] und [W] die Positionen in der Mayenitstruktur.
Die empirische Zusammensetzung aus der Typlokalität ist
- [X](Ca11,69Na0,21)[T](Al3,85Mg2,88Si7,23)O32[W][Cl5,80□0,20][5]

Neben der Mischkristallbildung mit Wadalit, die für den Aluminiumeinbau verantwortlich ist, trägt nur eine weitere Substitution zu einer Erniedrigung der Cl-Gehalte bei, die bislang (2018) bei keinem anderen Mineral der Mayenit-Obergruppe beobachtet wurde:
- [X]Ca2+ + [W]Cl− = [X]Na+ + [W]□

## Kristallstruktur
Adrianit kristallisiert mit kubischer Symmetrie in der Raumgruppe I43d (Raumgruppen-Nr. 220) mit 2 Formeleinheiten pro Elementarzelle. Der natürliche Mischkristall aus der Typlokalität hat dem Gitterparameter a = 11,981 Å.
Die Struktur ist die von Chlormayenit. Magnesium (Mg2+) und Silicium (Si4+) besetzen die zwei tetraedrisch von 4 Sauerstoffionen umgebenen Z-Positionen. Sie bilden ein Tetraedergerüst, das miteinander verbundene Käfige umschließt. Jeder dieser Käfige ist mit zwei Calcium (Ca2+)- Ionen besetzt, die von 6 Sauerstoffen unregelmäßig umgeben sind. In ihrem Zentrum zwischen den Calciumionen enthalten die Käfige ein Chlorion (Cl−). Wie bei allen Mineralen der Wadalitgruppe ist die [W]-Position idealerweise vollständig besetzt.

## Bildung und Fundorte
Adrianit ist bislang (2018) nur von seiner Typlokalität bekannt, dem Allende-Meteoriten, der am 8. Februar 1969 unweit des Postamtes des Ortes von Pueblito de Allende (Bundesstaat Chihuahua, Mexiko) nieder ging. Adrianit ist kein primärer Bestandteil dieses Chondrites, sondern bildete sich bei der Umwandlung von Melilith, Perowskit und Diopsid in Calcium-Aluminium-reichen Einschlüssen (CAI) durch chlorreiche Fluide. Es wird eine Bildung 3–4 * 109 Jahre nach der Entstehung CAI bei Temperaturen unterhalb von 600 °C z. B. über die Reaktion
- 3 Melilit + Al,Ti-Diopsid + Cl (aq) + 6,12 H2O (l) = 0,17 Adrianit + Hutcheonit + 1,5 Monticellit + 0,88 Grossular + 0,5 Kushiroit + 1,39 Ca (aq) + 0,05 Al (aq) + 0,04 SiO2 (aq) + 6,12 H2 (g)

angenommen.
Adrianit tritt nur in den umgewandelten Bereichen der Calcium-Aluminium-reichen Einschlüsse auf. Dort findet man ihn im direkten Kontakt mit Melilith, Grossular und Monticellit. Weitere Begleitminerale sind die primären Minerale Anorthit, Wollastonit, Al,Ti-Diopsid, Perowskit, Spinell, Forsterit und Celsian sowie die sekundär gebilteden Minerale Hutcheonit, Kushiroit und Wadalit.